# انفجار هاليفاكس

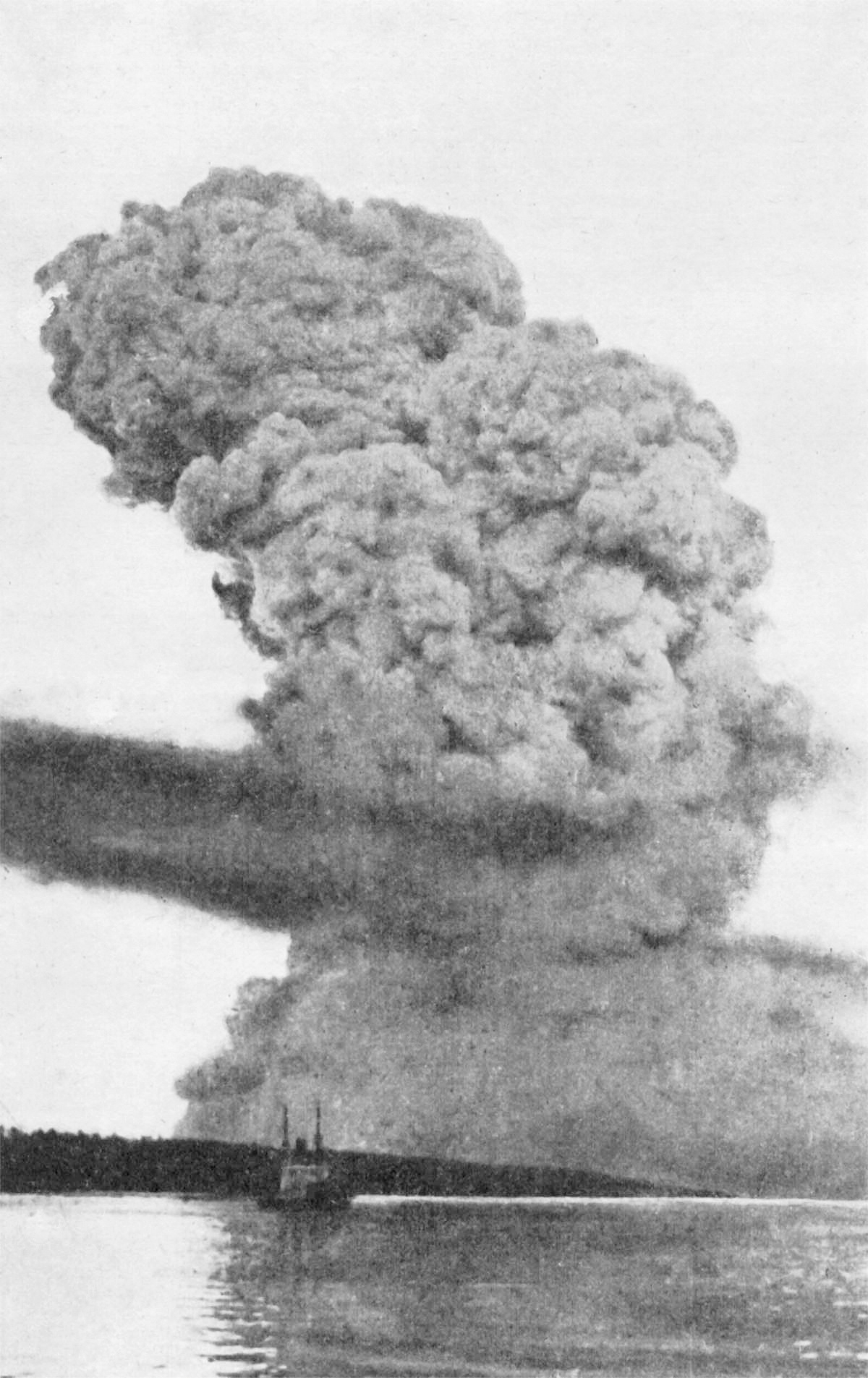
صورة للإنفجار بعد وقت قصير من حدوثه.

وقع انفجار هاليفاكس (بالإنجليزية: Halifax Explosion)‏ في 6 ديسمبر 1917 في مدينة هاليفاكس عاصمة مقاطعة نوفا سكوشا الكندية، عندما اصطدمت سفينة الشحن الفرنسية «مونت بلانك»، التي كانت تحمل ذخيرة ومتجهة إلى الجبهة الغربية خلال الحرب، بسفينة الشحن النرويجية «إيمو». حيث اشتعلت النيران في سفينة «مونت بلانك» وانفجرت بعد عشرين دقيقة، أسفر الحادث عن مقتل أكثر من 2000 شخص وإصابة آلاف آخرين. أدى الانفجار إلى حدوث موجات صدمة وتسونامي  قوية لدرجة أنها كسرت الأشجار وقضبان السكك الحديدية الممزوجة ودمرت المباني، وتطاير الحطام على مسافة مئات الأقدام. حيث سمع دوي الانفجار على مسافة بلغت 420 كيلومتر.

## الأحداث
في سنة 1917، كان ميناء مدينة هاليفاكس بالإضافة إلى ميناء سيدني، موقعين رئيسيين لنقل القوات والمعدات إلى أوروبا خلال الحرب. بلغ حينها عدد سكان هاليفاكس ودارتموث على الجانب الآخر هو حوالي 65 ألف نسمة.
في يوم 6 ديسمبر 1917، على الساعة 8:45 صباحا، اصطدمت سفينة النقل الفرنسية مونت بلانك بسفينة إيمو النرويجية على مستوى مضيق ميناء هاليفاكس.
كانت مونت بلانك، قد وصلت توا من نيويورك حيث كانت محملة بالذخائر إلى هاليفاكس، وكانت تخطط للانضمام إلى قافلة لعبور المحيط الأطلسي. كانت آن ذاك متأخرة بيوم عن موعدها الأصل، حيث كان ينتظر دخولها إلى الميناء في الخامس ديسمبر. في الوقت الذي كانت فيه مونت بلانك في طريقها إلى المناء، كانت إيمو على النقيض تنتظر للخروج من الميناء.
بحلول 6 ديسمبر، حاولت سفينة إيمو الخروج من القناة اليمنى، لكن سفينة أخرى كانت تعرقل
طريقها. فدخلت إلى القناة اليسرى. كان مونت بلانك في هذه اللحظة بصدد الدخول من القناة اليمنى، لكن أي من السفينتين لم تتفقا على المرور. وأخيرا، قرر مونت بلانك أن تمر من الوسط من جهة إيمو. أوقفت الإيمو الاتها تماما عن آلاته،  الشئ الذي دفع السفينة إلى المركز، وتصادمت السفينتان. حاولت الإيمو التقدم إلى الوراء، ما ادى إلى خلق شرارات أشعلت النار في  مونت بلانك.
ساهمت ابخرة البنزين في تأزم الأمر واشتعال النار أكثر. كانت مونت محملة بأكثر أكثر من 2400 طن من المتفجرات، بما في ذلك تي ان تي، فولميكوتون وحمض البكريك.
انتشار الحريق حال دون وصول الطاقم إلى معدات مكافحة الحرائق، وسرعان ما ترك البحارة السفينة بناء على أوامر القبطان. هرب الطاقم من السفينة على متن اثنين من قوارب النجاة، ووصلو إلى الشاطئ من جهة دارتموث، في حين واصلت السفينة المشتعلة الانجراف نحو شاطئ هاليفاكس. بينما كان كانت السفينة تحترق، حاولت سفن أخرى تقديم المساعدة، وبالموازات مع ذلك تجمع المتفرجون على الشاطئ. في وقت لاحق، ضرب السفينة حرق رصيف، وانتشرت النار من السفينة إلى الأرض. بحلول الساعة التاسعة و4 دقائق و 35 ثانية، انفجرت محتويات مونت بلانك.  نسفت السفينة على الفور، حيث تبخرت معظم أجزائها صانعة كرة نارية عملاقة ارتفعت عاليا إلى أكثر من 6.1 كم في الهواء، مشكلة واحدة من «السحب الفطرية» الأولى التي تسبب بها الإنسان. في نفس الوقت أدت القوة التدميرية للانفجار إلى حدوث موجة مدية عظيمة ارتفعت إلى أكثر من 18 مترا فوق مستوى المياه. حيث اجتاحت موجة المد سفينة إيمو إلى الشاطئ.
كنتيجة للحادث دمرت مساحت تبلغ 2.5 كم مربع من مدينة هاليفاكس وتحطمت النوافذ على بعد 16 كم. تم العثور على مرساة تابعة للسفينة مونت بلانك على بعد 3.2 كم من الميناء. تم إحصاء ما يقرب من 2000 شخص قتلو في الكارثة، بالإضافة إلى 9000 شخص أصيبو (6 آلاف منهم كانت إصابتهم خطيرة).
قدرت قيمة الخسائر المادية الناجمة عن الحادث بما لا يقل عن 35 مليون دولار. كما دمر نحو 160 هكتار من المناطق الحضرية أدت في النهاية إلى.تشرد حوالي 6000 شخص. أظهر تعداد للضحايا أن من بين القتلى كان هناك: 600 طفل دون سن الخامسة عشرة؛ 166 من العمال اليدويين؛ 134 جنديا و/أو بحارا؛ 125 من الحرفيين و39 من عمال السكك الحديدية. أدى الحادث إلى شل حيات العديد من الضحايا، حيث أن العديد منهم كانو يعانين جزئيا من شظايا الزجاج. وأدى العدد الكبير من إصابات العين بالأطباء لبذل جهود كبيرة، أدت إلى إحراز تقدم كبير في علاج العيون المتضررة.